# 东岳宫 (长沙)
东岳宫是长沙市境内的一处道教场所，位于开福区三角塘，属于市内繁华闹市地段。为长沙市道教协会所在地，常住宫内的出家道士2人，属于正一道。但长沙市道教协会会长不驻该宫，而驻岳麓山的云麓宫。